# Carex cirrhulosa
Espèce
Classification phylogénétique
Carex cirrhulosa est une espèce des plantes du genre Carex et de la famille des Cyperaceae.